# 広原 (宮崎市)
広原（ひろはら）とは、宮崎県宮崎市内の地名。正式には「宮崎市大字広原」の表記となる。住吉地域自治区に属している。郵便番号は880-0125。

## 地理
宮崎市の東北部、住吉地域自治区に属する。国道219号沿いに住宅が並ぶほか、農地に充てられる。
北を佐土原町下那珂・佐土原町東上那珂、東を島之内 (宮崎市)、大字塩路、南を大字新名爪、西を池内町、大字瓜生野と接する。

## 歴史
- 1889年（明治22年）5月1日 - 町村制の施行により、北那珂郡広原村・島ノ内村・新名爪村・芳士村・塩路村の区域をもって住吉村が発足。
- 1896年（明治29年）4月1日 - 住吉村の所属郡が宮崎郡に変更。
- 1957年（昭和38年）10月1日 - 住吉村が宮崎市に編入。大字塩路が成立する。
- 2006年（平成18年）1月1日 - 旧・住吉村が住吉地域自治区となる。

## 世帯数と人口
2023年（令和5年）8月1日現在の世帯数と人口は以下の通りである。
| 町丁     | 世帯数  | 人口   |
| -------- | ------- | ------ |
| 大字広原 | 540世帯 | 1112人 |

## 小・中学校の学区
市立小・中学校に通う場合、学区は以下の通りとなる。
| 町名     | 小学校             | 中学校             |
| -------- | ------------------ | ------------------ |
| 大字広原 | 宮崎市立住吉小学校 | 宮崎市立住吉中学校 |

## 交通

### バス
宮交グループの運営するバスが営業している。

### 道路
- 国道219号
- 宮崎県道44号宮崎高鍋線

## 施設
- 日章学園中学校・高等学校
- 萩の台公園